# Société interprofessionnelle de soins ambulatoires
En droit civil français, une société interprofessionnelle de soins ambulatoires (SISA) est une société civile permettant la mise en commun de moyens au service d'une activité de santé, la réalisation en commun de ces activités. Cette structure juridique permet en outre la perception de subventions en commun. Cette forme juridique a été créée en 2011.
Cette structure juridique est typiquement employée pour la gestion et la coordination des maisons de santé pluridisciplinaires.